# مارگاریتا روبلز
مارگاریتا روبلز (انگلیسی: Margarita Robles؛ زادهٔ ۱۰ نوامبر ۱۹۵۶) قاضی و سیاستمدار اهل اسپانیا است، که هم‌اکنون به‌عنوان وزیر دفاع اسپانیا فعالیت می‌کند. وی پیش‌تر از ۲۰۱۹ تا ۲۰۲۰ وزیر امور خارجه اسپانیا بود.